# Malá Úpa
Malá Úpa é uma comuna checa localizada na região de Hradec Králové, distrito de Trutnov‎.